# Michael Franciscus Josephus Marlet
Michael Franciscus Josephus (Michael) Marlet S.J. (Rijswijk, 8 mei 1921 – Amsterdam, 13 augustus 1997) was een Nederlandse hoogleraar in de wijsbegeerte.

## Leven en werk
Marlet was een zoon van Jacobus Johannes Marlet (1896-1976) en Victorina Christina Kruijswijk (1899-1952). Hij studeerde van 1941 tot 1944 wijsbegeerte aan het Berchmanianum te Nijmegen, vervolgens theologie aan het Canisianum te Maastricht, en later wijsbegeerte ook te Münster en aan de Pauselijke Universiteit Gregoriana te Rome. In 1953 promoveerde hij in Rome op Grundlinien der kalvinistischen ‘Philosophie der Gesetzesidee’ als christlicher Transzendentalphilosophie, een dissertatie over de wijsbegeerte van Herman Dooyeweerd, die in de uitgave een ten geleide schreef. Volgens Marlet kan Dooyeweerds christelijk transcendentale 'Wijsbegeerte der Wetsidee' worden beschouwd als een 'Philosophia in Ecclesia recepta ac agnita', een filosofie in overeenstemming met het rooms-katholieke geloof. Hij meende dat de wijsbegeerte der wetsidee de mogelijkheid schept voor dialoog en openheid, en zijn leven lang zou hij, meer dan andere katholieke filosofen, contact onderhouden met de reformatorische wijsbegeerte, ook als deelnemer aan de zogeheten smalle coetus.
In 1953 werd Marlet benoemd tot hoogleraar wijsbegeerte aan het Berchmanianum te Nijmegen. Hij bleef daar lesgeven toen hij in 1961 in Innsbruck werd benoemd tot honorair hoogleraar in de filosofische theologie, de godsdienstfilosofie en de existentiële filosofie. In 1967 volgde de benoeming tot buitengewoon hoogleraar voor de geschiedenis van de moderne wijsbegeerte aan de Katholieke Theologische Universiteit Amsterdam. Op 12 april 1994, toen "al geruime tijd zwaar bezocht door ziekte", hield hij een afscheidsrede onder de titel Welke God? Godsdienstwijsbegeerte in een theologische faculteit.
Tussen 1947 en 1961 schreef Marlet boekbesprekingen voor het tijdschrift Streven. Hij gaf gedurende zijn loopbaan talrijke voordrachten en ook adviseerde hij inzake medisch-ethische en politieke kwesties. Als gasthoogleraar verzorgde hij colleges in de Verenigde Staten en Duitsland en ook aan de Vrije Universiteit.

## Enkele publicaties[10]
- 'Geistiges Ringen in den Niederlanden', in: Stimmen der Zeit, Bd. 155, Freiburg 1954/1955, p. 38-45
- 'De verhouding tussen theologie en wijsbegeerte. Theologische bezinning op de filosofie', in: Annalen van het Thijmgenootschap, jrg. 44 (1956), nr. 3, p. 237-249
- 'Naturwissenschaft, Philosophie und Offenbarung', in: Arzt und Christ, vol. 7 (1961), nr. 2, p. 89-95
- 'Wiederbelebung und die Grenzen künstlicher Lebensverlängerung', in: Arzt und Christ, vol. 7 (1961), Sonderband, p. 251-256
- 'Wijsbegeerte der Wetsidee en thomistisch denken', in: Bijdragen. Tijdschrift voor Filosofie en Theologie, 22, 1961, p. 70-76 (tevens verschenen in: Perspectief. Feestbundel van de jongeren bij het vijfentwintig jarig bestaan van de Vereniging voor Calvinistische Wijsbegeerte, Kampen, Kok, 1961)
- met L.N. Marlet en J.J.C. Marlet: Schuld en verontschuldiging in de medische praktijk, Roermond, Romen, 1966
- 'Was bleibt dem Theologen?', in: Arzt und Christ, vol. 18 (1972), nr. 1, p. 20-29
- 'Sartre over God'. in: De Heraut, 112 (1981), p. 59-61

- Digitale Bibliotheek voor de Nederlandse Letteren: marl024
- Gemeinsame Normdatei: 120310767
- International Standard Name Identifier: 0000 0000 6138 5478
- Library of Congress Control Number: n86866750
- Nederlandse Thesaurus van Auteursnamen: 068442815
- Virtual International Authority File: 67294000
- WorldCat: E39PBJfRyHrkWTkcVrT6PYP4v3